# José de Nebra
José Melchor Baltasar Gaspar Nebra Blasco (6. ledna 1702 Calatayud – 11. července 1768 Madrid) byl španělský varhaník a hudební skladatel.

## Život
Byl synem Josého Mezquity (1672-1748), varhaníka v katedrále v Cuence.
Kolem roku 1719 se Nebra stal varhaníkem v Monastère de las Descalzas Reales v Madridu, kde byl kapelníkem José de San Juan. Kolem roku 1723 začal skládat scénickou hudbu pro madridské divadlo. Roku 1724 byl Nebra jmenován druhým varhaníkem Královské kapely, ale po smrti Ludvíka I. se stal nadpočetným. Od roku 1751 zastával v této kapele funkci vicekapelníka.

## Dílo
V Archivo Real se dochovalo mnoho jeho mší, žalmů, litanií a jeden Stabat Mater. Po smrti královny Barbary de Braganza složil Rekviem. Napsal asi dvacet zarzuel.

### Opery
- Amor aumenta el valor (3. akt), 1728
- Venus y Adonis, 1729
- Más gloria es triunfar de sí. Adriano en Siria, 1737
- No todo indicio es verdad y Alexandro en Asia, 1744
- Antes que zelos y amor, la piedad llama al valor y Achiles en Troya, 1747

### Zarzuely
- Las proezas de Esplandián y el valor deshace encantos, 1729
- Amor, ventura y valor logran el triunfo mayor, 1739
- Viento es la dicha de amor, 1743
- Donde hay violencia no hay culpa, 1744
- Vendado amor es, no es ciego, 1744
- Cautelas contra cautelas y el rapto de Ganimedes, 1745
- La colonia de Diana, 1745
- Para obsequio a la deydad, nunca es culto la crueldad. Iphigenia en Tracia, 1747
- No hay perjurio sin castigo, 1747